# Hellerseifen
Hellerseifen ist ein Ortsteil von Morsbach im Oberbergischen Kreis im südlichen Nordrhein-Westfalen innerhalb des Regierungsbezirks Köln.

## Lage und Beschreibung
In ländlicher, waldreicher Umgebung liegt Hellerseifen am südlichsten Zipfel des Oberbergischen Kreises.  Die Städte Gummersbach (38 km), Siegen (50 km) sowie Köln (75 km) sind in wenigen Autominuten zu erreichen.
Benachbarte Hellerseifener Ortsteile sind Solseifen im Norden, Morsbach im Osten, Flockenberg im Süden und Rolshagen im Westen. 

## Geschichte

### Erstnennung
1575 wurde der Ort das erste Mal urkundlich erwähnt, und zwar „Ort in der Karte von A. Mercator “ 
Die Schreibweise der Erstnennung war Im Hellers Seifen.